# 社山头遗址
28°24′24″N 118°16′16″E / 28.40667°N 118.27111°E
社山头遗址位于中国江西省上饶市广丰区五都镇前山村，又称蛇山头遗址，是新石器时代晚期至商周时期的古文化遗址，2006年被列为江西省文物保护单位，2013年被列为第七批全国重点文物保护单位。
社山头遗址属典型台地遗址，台地东西长约110米，南北宽约100多米，面积约1.1万平方米。1983年首次发掘，1991年和1995年厦门大学人类学系先后两次对其进行发掘。这三次发掘共出土文物2000多件。2006年厦门大学对其进行了第四次发掘。台地属黄泥粘土，文化堆积层3.3米，分七层，第一层为耕土层；第二层为商周时期文化，距今约2800年；第三层文化，距今约3500年；第四、第五层文化，距今约4000年前；第六、第七层文化，距今约4500-5000年。社山头遗址是目前江西省埋藏最好、出土的文物最多的遗址之一。
据考证，社山头遗址出土的卷沿深腹盆、敞口深腹外饰凸棱平底盆，与河南偃师二里头遗址的同类器相近，袋足束颈冲天流盉与洛阳矬李遗址的同类器相一致，证明当时夏文化的影响已到达此地。
- 遗址全景
- 遗址局部
- 遗址南侧全景
- 遗址上